# 室韦都督府
室韦都督府是唐朝在室韦族地区设立的都督府。
唐玄宗时平卢军节度使，负责镇抚室韦、靺鞨。根据《唐会要》卷96室韦和《册府元龟·外臣部》，唐朝设立室韦都督府，由室韦的酋长担任。记载到长安朝贡的室韦都督有：贞元八年（792年），室韦都督和解热素；贞元七年（791年）、太和七年（833年）、九年（835年）、开成元年（836年），室韦大都督阿朱；开成四年（833年）十二月，室韦大都督秩虫，会昌元年（841年）、二年（842年），室韦大首领热论。
室韦都督府统领室韦二十部：分布于嫩江与黑龙江交汇处以下的黑龙江河道（那河）沿岸的为达末娄部、达姤部、东室韦部、乌罗浑部和黄头部；居大兴安岭以东者为那礼部、乌丸部、讷北支部、婆莴部、大如者部、小如者部、岭西部、山北部；居俱轮泊（今达赉湖）南的乌素固部、移塞没部、塞曷支部、和鲜部（黑车子室韦）；居今额尔古纳河沿岸的西室韦部、大室韦部和居今石勒喀河西岸的为蒙兀室韦部、落坦部。